# Stół Pański (album)
Stół Pański „Gadające drzewo” – jednorazowy autorski jazzowy projekt muzyczny Zbigniewa Kunkowskiego i Nikodema Wiklińskiego zarejestrowany w lipcu 1996 roku i wydany w 1997 przez niezależną wytwórnię Zbig Records. W nagraniu wzięli udział polscy muzycy, m.in. Sławomir Kulpowicz, Mateusz Pospieszalski, Krzysztof Ścierański, Andrzej Przybielski i Aleksander Korecki.

## Lista utworów i wykonawcy
- Zbigniew Kunkowski – muzyka, produkcja
- Sławomir Kulpowicz – aranżacje

| 1. | „Lot nad miastem” | 5:36  |
|    | - Janusz Smyk – saksofon altowy, flet - Andrzej Przybielski – trąbka, skrzydłówka - Sławomir Kulpowicz – bas, grooves - Michał Zduniak – krotale, perkusja - Zbigniew Kunkowski – gitara akustyczna |       |
| 2. | „Kolebajka” | 6:21  |
|    | - Andrzej Przybielski – trąbka - Sławomir Kulpowicz – grooves - Joachim Janko – śpiew - Janusz Smyk – flet - Krzysztof Ścierański – bas - Michał Zduniak – instrumenty perkusyjne - Zbigniew Kunkowski – gitara akustyczna |       |
| 3. | „Wierszyk” | 5:04  |
|    | - Janusz Smyk – saksofon altowy, flet - Andrzej Przybielski – trąbka, skrzydłówka - Artur Affek – gitara elektryczna, solowa - Aleksander Korecki – saksofon barytonowy - Andrzej Stolarz – gitara elektryczna - Krzysztof Ścierański – bas - Sławomir Kulpowicz – grooves - Michał Zduniak – perkusja - Zbigniew Kunkowski – gitara akustyczna                                                  |       |
| 4. | „Krisznoludek” | 7:12  |
|    | - Vrkodara Dasa – sitar, tanpura, harmonium, śpiew - Henryk Gembalski – skrzypce - Andrzej Przybielski – trąbka - Janusz Smyk – flet, bambusowe flety indyjskie - Krzysztof Ścierański – bas - Zbigniew Kunkowski – bębny indyjskie (mrdanga) |       |
| 5. | „Gadające drzewo” | 6:25  |
|    | - Magdalena Mirek – śpiew - Andrzej Przybielski – trąbka, skrzydłówka, deklamacja - Sławomir Kulpowicz – bas, grooves - Tadeusz Sudnik – transformatory - Zbigniew Kunkowski – gitara akustyczna, gitara wah-wah, śpiew |       |
| 6. | „Stół Pański” | 5:29  |
|    | - Tomasz Szukalski – saksofon tenorowy wah-wah - Andrzej Przybielski – trąbka - Joachim Janko – śpiew - Sławomir Kulpowicz – organy würlitzer, bas, grooves - Michał Zduniak – perkusja, latino timbalesy - Zbigniew Kunkowski – gitara akustyczna, gitara wah-wah |       |
| 7. | „Paola” | 4:47  |
|    | - Mateusz Pospieszalski – saksofon altowy, akordeon - Magdalena Steczkowska – śpiew - Andrzej Przybielski – trąbka, skrzydłówka - Aleksander Korecki – saksofon barytonowy - Sławomir Kulpowicz – grooves - Jagat Pita Das – mrdanga - Michał Zduniak – gongi: birmański, jawajski, indyjski, latino timbalesy, krowie dzwonki, kabaza - Zbigniew Kunkowski – gitara akustyczna, janczary, śpiew |       |
|    | | 40:54 |
|    | |       |
- Tadeusz Sudnik – mastering, mix
- Ewa Dembe Kunkowska – projekt okładki